# مدسوس
مدسوس قرية سعودية، في منطقة المدينة المنورة، تقع شمال شرق ينبع البحر وتبعد عنها حوالي 65 كلم.